# Amoeiro

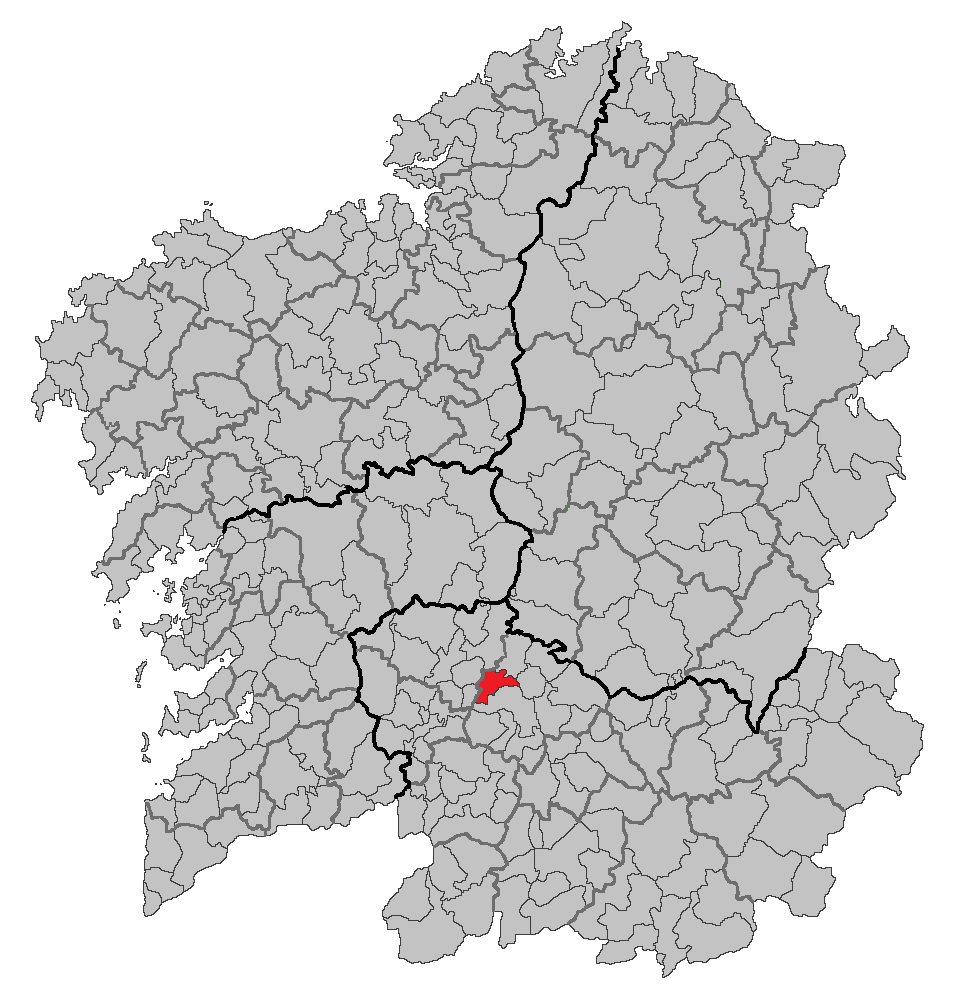
Localização de Amoeiro

Amoeiro é um município da Espanha na província 
de Ourense, 
comunidade autónoma da Galiza, de área 39,4 km² com 
população de 2334 habitantes (2007) e densidade populacional de 59,24 hab./km².

## Demografia
| Variação demográfica do município entre 1991 e 2004 | Variação demográfica do município entre 1991 e 2004 | Variação demográfica do município entre 1991 e 2004 | Variação demográfica do município entre 1991 e 2004 |
| --------------------------------------------------- | --------------------------------------------------- | --------------------------------------------------- | --------------------------------------------------- |
| 1991                                                | 1996                                                | 2001                                                | 2004                                                |
| 2329                                                | 2291                                                | 2298                                                | 2322                                                |